# Ползун (деталь)

Ползун на схеме выделен зелёным (верхний механизм работает по «тронковой» схеме, без ползуна)

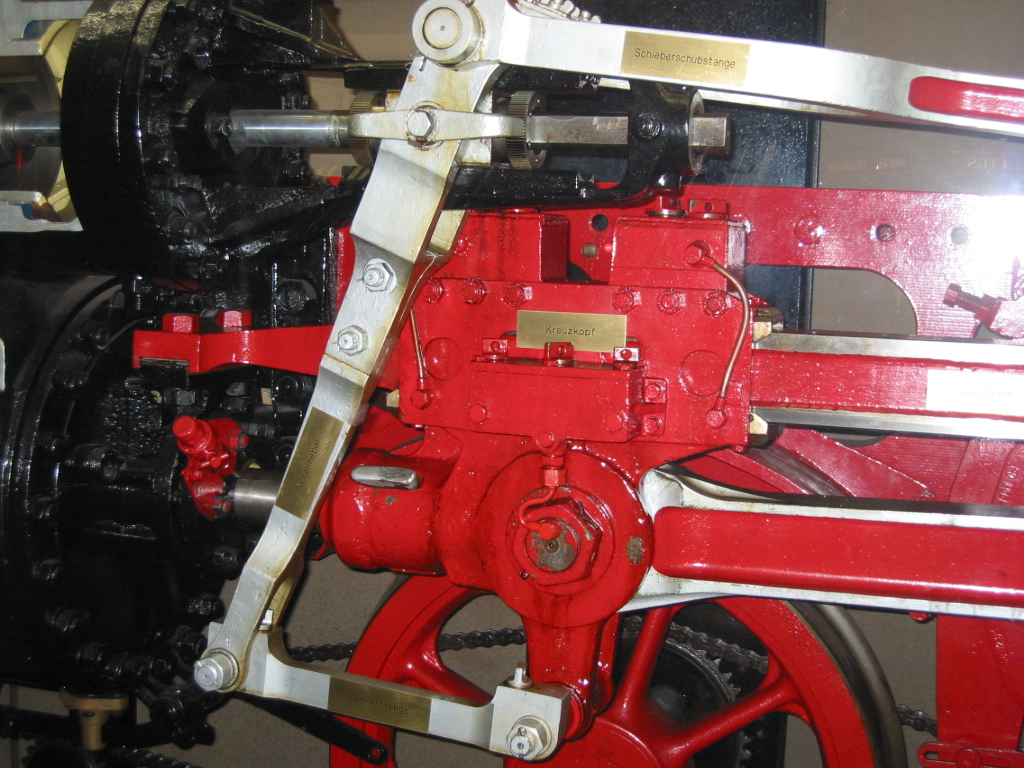
Крейцкопфный механизм на паровозе

Ползу́н (также крейцкопф от нем. Kreuzkopf)  — деталь кривошипно-ползунного механизма, совершающая возвратно-поступательное движение по неподвижным направляющим.

## Назначение
Крейцкопф используется для соединения поршня и шатуна в крейцкопфном кривошипно-шатунном механизме, в котором поршень жёстко связан с ползуном с помощью штока и разгружен от поперечной силы, так как её действие в таком случае переносится на крейцкопф. Такая схема соединения позволяет создать вторую рабочую полость в цилиндре под поршнем. При этом шток проходит через свое сальниковое уплотнение в поршне в нижней крышке цилиндра, обеспечивающее необходимую герметичность.
На момент создания первых ДВС к середине XIX века крейцкопфный кривошипно-шатунный механизм долго использовался, поэтому и Р. Дизель и Э. Ленуар использовали его в своих конструкциях. Только позднее появились тронковые (бескрейцкопфные, бескривошипные) варианты КШМ.

## Достоинства и недостатки кривошипно-ползунного (крейцкопфного) механизма
Отсутствие поперечной силы между поршнем и гильзой положительно сказывается на потерях мощности, интенсивности износа и ресурсе гильзы цилиндра. Хотя эта сила и перенесена на крейцкопф, условия его работы по температурному режиму, смазке и удобству доступа существенно легче, чем внутри цилиндра.
С другой стороны, в этой схеме увеличивается длина и масса связанных корпусных деталей.
Большая инерция механизма в сравнении с тронковым делает невозможным скоростное форсирование ДВС.
Поэтому крейцкопфный кривошипно-шатунном механизм широко применяются в тихоходных стационарных и судовых паровых машинах и ДВС, а на автомобильных и авиационных быстроходных ДВС применяют тронковый КШМ. Также, крейцкопфный механизм является необходимой частью большинства паровых поршневых двигателей, а также поршневых компрессоров двухстороннего действия, где для работы задействованы обе стороны поршня, и поршень разделяет цилиндр на две камеры сжатия, работающие в противофазе (когда с одной стороны происходит сжатие и поршень стремится к верхней мертвой точке, с обратной стороны происходит всасывание газа).